# Weisseritz
Denna artikeln handlar om floden Weißeritz. För distriktet, se Weisseritzkreis.
Weisseritz (tyska: Weißeritz, västslaviska: Bystrica = vildvatten) är en 12 kilometer långt biflöde till Elbe i Sachsen, mynnande i Dresden. Biflödet uppstår i Freital, där de två delarna Rote Weisseritz (Röda Weisseritz) och Wilde Weisseritz (Vilda Weisseritz) rinner samman. Inräknat den längre av dessa, Wilde Weisseritz som rinner upp nära Neustadt in Sachsen vid den tjeckiska gränsen, blir den längsta delen av det totala biflödet via Weisseritz 61 km långt.
De nedre delarna går floden i en grävd kanal, som år 2002 svämmade över sina bräddar och översvämmade bland annat delar av Dresdens historiska delar. 